# Лабади, Бернар
Бернар Лабади (фр. Bernard Labadie; род. 26 марта 1963, город Квебек) — канадский дирижёр, один из наиболее признанных исполнителей музыки эпохи барокко.

## Биография
Судьбу Бернара решил подаренный ему в 11 лет диск баховской Мессы си минор. Он закончил частный музыкальный колледж в Квебеке (вокал и блокфлейта), а затем Школу музыки Университета Лаваля, где дебютировал в 1983, продирижировав Дидоной и Энеем Пёрселла. Дирижировал квебекской премьерной постановкой Коронации Поппеи (1984). По стипендиям изучал во Франции григорианское пение, учился в Баховской академии Штутгарта у Джона Элиота Гардинера.

## Карьера
Основал ансамбль Скрипки короля (1984) и хор Капелла Квебека (1985), их общим дебютом стало исполнение в 1985 псалма Генделя Dixit Dominus. Концертировал с ансамблем и хором в Бельгии, Германии, Испании, Франции, Великобритании, Австри, Дании, Нидерландах, Марокко, Мексике, США.
С 1989 года руководил хором Квебекского симфонического оркестра, с 1994 — художественный и музыкальный руководитель Квебекской оперы (до 2003). В 2003—2006 годах — директор Монреальской оперы.
Выступал и записывался со многими симфоническими оркестрами и барочными ансамблями стран Европы и США.

## Записи с ансамблемСкрипки короля
- Mozart Flute Concertos. Marc Grauwels flute, Les Violons du Roy. 1989. Hyperion/Melodic CDA 66393
- Simphonies des noels. Les Violons du Roy. 1993. Dorian DOR-90180
- Cantates profanes de J.S. Bach, vol. 1. Les Violons du Roy. 1994. Dorian DOR-90199
- Pergolesi: Stabat Mater / Vivaldi: Stabat Mater, Motet in furore giustissimae irae. Les Violons du Roy. 1994. Dorian DOR-90196
- Cantates profanes de J.S. Bach, vol. 2. Les Violons du Roy. 1995. Dorian DOR-90207
- Music of Bach’s Sons. Les Violons du Roy. 1996. Dorian DOR-90239
- Christmas Gift — A Dorian Holiday Celebration. Les Violons du Roy et al. 1997. Dorian 90008
- Encore! Les Violons du Roy. 1998. Dorian DOR-90012
- Vivaldi Concerti for Strings. Les Violons du Roy. 1999. Dorian xCD-90255
- Handel: Apollo e Dafne. Karina Gauvin soprano, Russell Braun baritone, Les Violons du Roy. 2000. Dorian xCD-90288
- Bach: Goldberg Variations. Les Violons du Roy. 2000. Dorian xCD-90281
- Visions Of Bach — Transcriptions And Arrangements. Les Violons du Roy et al. 2000. Dorian 90016
- J.S. Bach: Art of the Fugue. Les Violons du Roy. 2001. Dorian xCD-90297
- Exsultate Jubilate — Mozart, Schubert, Haydn/Gauvin. CBC Radio Orchestra, et al. 2001. CBC 5211
- Commuter Classics — Drive Time A.M. Les Violons du Roy et al. 2001. Dorian 90018
- Commuter Classics — Drive Time P.M. Les Violons du Roy et al. 2001. Dorian 90020
- Requiem de Mozart. Les Violons du Roy. 2002. Dorian DOR-90310
- Mozart Edition Vol 1 — Violin Concertos, Concertos For Winds. 2003. Brilliant Classics 99713
- Mozart: Clarinet Concerto, Flute & Harp Concerto. Les Violons du Roy et al. 2003. Classic Collection 99823
- Psaume 51 et Cantate 82 de J.S. Bach. Les Violons du Roy. 2004. ATMA ACD2 2343
- Celebration. Les Violons du Roy. 2004. Dorian DOR-90024
- Essential Mozart/Davis, Ter Linden, Freeman. Les Violons du Roy et al. 2005. Brilliant Classics 92702
- Mozart: Violin Concertos, Wind Concertos. Les Violons du Roy et al. 2005. Brilliant Classics 9226

## Признание
Лауреат ряда национальных премий. Офицер Ордена Канады (2005), рыцарь Национального ордена Квебека (2006), член Академии выдающихся деятелей Квебека (2007).